# میکل سن خوزه
میکل سن خوزه (انگلیسی: Mikel San José؛ زادهٔ ۳۰ مهٔ ۱۹۸۹) یک بازیکن فوتبال اهل اسپانیا است.
از باشگاه‌هایی که در آن بازی کرده‌است می‌توان به اتلتیک بیلبائو و لیورپول اشاره کرد.
وی همچنین در تیم ملی فوتبال اسپانیا بازی کرده‌است.